# 데이터 로거

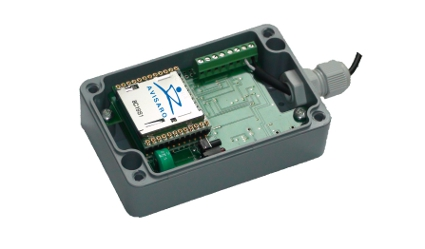
기술 및 센서 데이터를 저장하는 데이터 로거 큐브

데이터 로거(data logger), 데이터 레코더(data recorder)는 시간이 지남에 따라 또는 장소와 상대적으로 내장 기구나 센서, 또는 외부 기구와 센서를 가지고 데이터를 기록하는 전자 장치이다. 점진적으로, 그러나 완전하게는 아니지만, 이것들은 디지털 프로세서(또는 컴퓨터)에 기반을 두며 이를 디지털 데이터 로거(digital data logger, DDL)로 부른다. 이것들은 일반적으로 크기가 작고 배터리로 구동되며 휴대가 간편하며 마이크로프로세서, 데이터 스토리의 내장 메모리, 센서가 장착되어 있다. 일부 데이터 로거는 개인용 컴퓨터와 통신하며 데이터 로거를 활성화하고 수집된 데이터를 보고 분석하기 위한 소프트웨어를 사용하는 반면 다른 로거들은 로컬 인터페이스 장치(키패드, LCD)를 갖추고 있으며 독립적인 장치로 사용이 가능하다.

## 응용
- 사람이 관여하지 않는 기상관측소 기록 (예: 풍속 / 방향, 온도, 상대 습도, 태양 복사
- 사람이 관여하지 않는 수로학적 기록 (예: 물 수위, 수심, 물의 흐름, 물 pH 농도, 수분 전도)
- 사람이 관여하지 않는 토양 수분 수준 기록
- 사람이 관여하지 않는 기압 기록
- 잘 상하는 물건의 온도(습도 등) 측정: 저온 유통[3]
- 빛 강도 변화 측정

### 예시
- 블랙박스 로거:
  - 비행자료기록장치(FDR)
- 건강 데이터 로거
  - 전자의무기록 로거

## 같이 보기
- 블랙박스